# 裘树荣
裘树荣（？—？），顺天府宛平（今属北京市）人，清朝政治人物。
雍正五年（1727年）丁未科进士。雍正八年（1730年）接替邢文明任福建永安县知县一职，1732由田大玺接任。